# 未来問題解決プログラムインターナショナル
未来問題解決プログラムインターナショナル（みらいもんだいかいけつプログラムインターナショナル、The Future Problem Solving Program International (FPSPI)、前 Future Problem Solving Program (FPSP)）は、創造的問題解決を主眼に置く教育活動。　1974年、Dr.E.Paul Torranceにより、学生の創造的、生産的思考の向上を支援する目的で設立され、毎年、アメリカ合衆国、オーストラリア、カナダ、香港、日本、韓国、マレーシア、ニュージーランド、ロシア、シンガポール、英国などの国から、250,000名以上の学生が参加。

## 国際大会
毎年5月-6月に、国際会議／競争会を行う。
会場：
- 2008-09年：ミシガン州立大学
- 2010-11年：ウィスコンシン大学ラクロス

## 参照
1. ↑  http://www.fpspi.org/

- 未来問題解決プログラムの学習内容の参考文献
  - 『子どもの「問題解決力」がぐんぐんのびる！』合同出版2009/12

### 各国の未来問題解決プログラム機関
- 参照：FPSPI Affiliate Listing

#### アメリカ合衆国内
- New Jersey FPS
- Arizona FPSP
- Iowa FPSP
- Ohio FPSP
- Virginia FPSP
- Wisconsin FPSP
- Pennsylvania FPSP
- Kentucky FPSP
- Massachusetts FPSP
- Michigan FPSP
- Alabama FPSP
- California FPSP
- Illinois FPSP
- Florida FPSP
- Colorado FPSP
- Georgia FPSP
- Wyoming FPSP
- West Virginia FPSP
- Connecticut FPSP
- Washington FPSP

#### アメリカ合衆国以外
- FPSP Australia
- New Zealand FPSP/ FPSNZ
- Singapore FPSP
- Hong Kong FPSP
- Malaysia FPSP
- Korea FPSP
- Japan FPSP（未来問題解決プログラム日本支部） - ウェイバックマシン（2019年1月1日アーカイブ分）